# Министерство человеческих ресурсов и социального развития Канады
Министерство людских ресурсов и социального развития Канады отвечает за разработку, управление и предоставление различных социальных программ и услуг. С 2006 по 2008 отдел действовал под названием применяется трудовых ресурсов и социального развития Канады.
Задача министерства заключается в создании сильной и более конкурентоспособной Канады и поддержке канадцев в принятии решений, которые помогают им жить продуктивной и полезной жизнью, а также в улучшении качества жизни канадцев.

## История
Министерство было создано в декабре 2003 года путём разделения министерства развития людских ресурсов Канады на два отдельных подразделения: данное министерство и министерство социального развития Канады. Хотя они по-прежнему имеют много общих функций, Министерство людских ресурсов и социального развития Канады сосредоточилось на работоспособных гражданах, в то время как второе подразделение сосредоточилось на программах социальной поддержки для детей, семей и пожилых людей. Разделение обрело формальную юридическую силу после принятия соответствующего закона в июле 2005 года.